# Rebecca Manley
Rebecca Manley (* vor 1997) ist eine Schauspielerin.

## Leben
Manley hatte 1997 ihren ersten Fernsehauftritt im Film Dear Nobody. 1998 spielte sie in einer Folge von Baywatch – Die Rettungsschwimmer von Malibu die Kali McKenzie, die Schwester von Lani McKenzie (Carmen Electra). Weitere Serienauftritte folgten, wie etwa in Emmerdale Farm (2004) als PC Clayton, The Bill (2004/2007), This Is England ’86 (2010) und This Is England '88 (2011).
Andere Filme, in denen sie spielte, sind The Jealous God (2005) und The Selfish Giant (2013).

## Filmografie
- 1997: Dear Nobody (Fernsehfilm)
- 1998: Baywatch – Die Rettungsschwimmer von Malibu (Baywatch, Fernsehserie, eine Folge)
- 1998: Casualty (Fernsehserie, eine Folge)
- 2000: Inspektor Wexford ermittelt (Ruth Rendell Mysteries, Fernsehserie, eine Folge)
- 2001: Holby City (Fernsehserie, eine Folge)
- 2004, 2014: Emmerdale Farm (Fernsehserie, neun Folgen)
- 2004, 2007: The Bill (Fernsehserie, zwei Folgen)
- 2005: The Jealous God
- 2010: This Is England ’86 (Fernsehserie, zwei Folgen)
- 2011: This Is England '88 (Fernsehserie, drei Folgen)
- 2012: Monroe (Fernsehserie, eine Folge)
- 2013: The Selfish Giant
- 2014: Scott & Bailey (Fernsehserie, eine Folge)
- 2016: Lady Macbeth
- 2017: Philip K. Dick’s Electric Dreams (Fernsehserie, Folge 1x03)